# 김교성 (1860년)
김교성(金敎聲, 1860년 음력 4월 26일~1943년 양력 2월 7일)은 대한제국의 관료 출신으로 일제강점기에 조선총독부 중추원 참의를 지냈다. 초명은 김태성(金兌聲)이나 1906년 개명했다.

## 생애
1897년 탁지부의 재무관을 지내는 등 한일 병합 조약 체결 전까지 궁내부와 탁지부에서 관료로 근무했다.
1910년 한일 병합 직후 신설된 조선총독부 중추원의 부찬의로 임명되었고, 1921년에는 참의가 되어 임기 만료가 된 1924년까지 중추원 관직을 갖고 있었다. 이 기간 중인 1912년 일본 정부가 수여한 한국병합기념장과 1916년 다이쇼대례기념장을 받았다.
한편 1914년에 제1차 세계대전에 참전한 일본군 군인들을 위해 지역별로 군인후원회가 조직된 바 있다. 이때 김교성은 경성군인후원회에 참가하여 기부금 2원을 냈다.
동양화가 김은호를 발굴해 이왕직 산하에 운영하던 조선서화미술회 강습소에 입학시킨 사람으로도 알려져 있다.
2002년 발표된 친일파 708인 명단과 2008년 공개된 친일인명사전 수록예정자 명단에 모두 수록되었고, 2007년 대한민국 친일반민족행위진상규명위원회가 발표한 친일반민족행위 195인 명단에도 들어 있다.

## 같이 보기
- 조선총독부 중추원

## 참고자료
- 친일반민족행위진상규명위원회 (2007년 12월). 〈김교성〉 (PDF). 《2007년도 조사보고서 II - 친일반민족행위결정이유서》. 서울. 529~532쪽쪽. 발간등록번호 11-1560010-0000002-10. [깨진 링크(과거 내용 찾기)]